# Marshall Stone
Marshall Harvey Stone (ur. 8 kwietnia 1903 w Nowym Jorku, zm. 9 stycznia 1989 w Madrasie w Indiach) – amerykański matematyk zajmujący się analizą – zwłaszcza funkcjonalną – oraz topologią i algebrą. Jego dorobek w tych dziedzinach upamiętniają nazwy twierdzeń od jego nazwiska.

## Życiorys
Stone był synem prezesa Sądu Najwyższego Stanów Zjednoczonych w latach 1941–1946, Harlana Stone’a. Zgodnie z oczekiwaniami rodziny, Marshall powinien był pójść w ślady ojca, jednak studia na Uniwersytecie Harvarda sprawiły, że zainteresował się matematyką. W 1926 uzyskał doktorat na podstawie dysertacji o równaniach różniczkowych (promotorem był George Birkhoff). W latach 1925–1937 wykładał na Uniwersytecie Harvarda, Yale i Columbia. Tytuł profesora tego pierwszego uzyskał w 1937.
Podczas II wojny światowej pracował dla rządu amerykańskiego, prowadząc ściśle tajne badania w Biurze Operacji Morskich oraz Biurze Sztabów Połączonych Departamentu Wojny. Po zakończeniu wojny pracował na University of Chicago, pełniąc w latach 1946–1952 funkcję dziekana wydziału matematycznego. Ściągając do Chicago Paula Halmosa, Andrégo Weila, Saundersa Mac Lane'a, Antoniego Zygmunda i Shiing-Shena Cherna, Stone walnie przyczynił się do odbudowy prestiżu Chicago jako jednego z najsilniejszych ośrodków matematycznych w Stanach Zjednoczonych. Po odejściu z Chicago do 1980 pracował na University of Massachusetts Amherst.

## Osiągnięcia
Najbardziej twórczym okresem działalności Stone’a były lata 30. XX wieku. Oto krótka lista najważniejszych wyników uzyskanych wówczas przez Stone’a:
- W 1930 udowodnił słynne twierdzenie twierdzenie Stone’a-von Neumanna o jednoznaczności związków komutacyjnych samosprzężonych operatorów w przestrzeni Hilberta.
- Dwa lata później opublikował klasyczną dziś monografię Linear transformations in Hilbert space and their applications to analysis (Przekształcenia liniowe w przestrzeni Hilberta i ich zastosowania w analizie) poświęconą badaniu operatorów samosprzężonych.
- W tym samym roku udowodnił kilka hipotez postawionych przez Hermanna Weyla w teorii spektralnej, które mają związek z zastosowaniami teorii grup do mechaniki kwantowej.
- W 1936 udowodnił podstawowe dla logiki matematycznej i algebry uniwersalnej twierdzenie o reprezentacji algebr Boole’a.
- W 1937 opublikował pracę[2] na temat pewnego uzwarcenia przestrzeni topologicznych, zwanego dzisiaj uzwarceniem Čecha-Stone’a.
- Stone uogólnił również w istotny sposób klasyczny wynik Weierstrassa o aproksymacji funkcji ciągłych wielomianami, przenosząc je na ogólne przestrzenie topologiczne (zob. twierdzenie Stone’a-Weierstrassa).

W 1938 Stone został wybrany do Narodowej Akademii Nauk Stanów Zjednoczonych. W latach 1943–1944 był również przewodniczącym Amerykańskiego Towarzystwa Matematycznego, a w latach 1952–1954 przewodniczył Międzynarodowej Unii Matematycznej.